# Алєксєєнко Ігор Ростиславович
І́гор Ростисла́вович Алєксє́єнко (13 вересня 1947 року, м. Донецьк (Сталіно)) — генеральний директор Видавництва «Наукова думка» НАН України, кандидат біологічних наук, заслужений працівник культури України.

## Біографічні відомості
Народився 13 вересня 1947 року у м. Донецьк (Сталіно). З вересня 1948 року мешкає у Києві.
Закінчивши з відзнакою середню школу, у 1965 році вступив до Київського медичного інституту імені О. О. Богомольця, який закінчив у 1971 році. Навчання поєднував із роботою на станції швидкої медичної допомоги, у поліклініці. З 1970 року працював в Інституті біохімії ім. О. В. Палладіна НАН України старшим лаборантом, старшим інженером, молодшим, старшим науковим співробітником.

## Наукова, наукова-організаційна та педагогічна діяльність
У 1977 році захистив кандидатську дисертацію на тему «Mg, Ca — АТФазна активність і транспорт Ca у фракції мікросом мозку».
З 1980 по 1994 роки працював у Президії НАН України на посадах ученого секретаря Відділення біохімії, фізіології та теоретичної медицини (1980—1985), ученого секретаря Науково-видавничої ради НАН України (1985—1994).
Роботу в Президії НАН України поєднував з науковою діяльністю в Інституті біохімії ім. О. В. Палладіна, Інституті географії та у Раді з вивчення продуктивних сил України НАН України.
Автор понад 30 наукових публікацій, у тому числі 8 монографій, присвячених проблемам мембранології («Механизмы регуляции векторних ферментов биомембран», 1990 р.) та екології («Экстремальные факторы и биообъекты», 1989 р., «Последняя цивилизация?», 1997 р., «Дипломатична діяльність України у сучасному світі», 2013 р.).
З 1994 року працює директором, генеральним директором Видавництва «Наукова думка» НАН України. За його безпосередньої участі видано у світ такі фундаментальні роботи як «Російсько-український словник наукової термінології» у 3 томах (1994—1998), Повне академічне зібрання творів Т. Г. Шевченка (2001—2014), «Історія української культури» у 5 томах, 9 книгах (2001—2013), «Енциклопедія історії України» у 10 томах (2003—2013). За результатами Всеукраїнського читацько-експертного опитування «Книжки незалежного 15-річчя, які вплинули на український світ» (2006) видавництво визнано одним з 10 найпопулярніших в Україні.
Відповідно до опитування читачів, проведеного Українським інститутом книги у 2021 році, серед тридцяти найважливіших видань, що побачили світ в Україні за тридцять років незалежності, відзначено Повне зібрання творів Т. Г. Шевченка у 12 томах видавництва.
З 1998 по 2011 роки викладав основи екології та соціальну екологію в Міжнародному Соломоновому Університеті.

## Нагороди
- Орден «За заслуги» ІІ ступеня (2018)
- Орден «За заслуги» ІІІ ступеня (2004)
- Заслужений працівник культури України (2003)
- Почесна грамота Кабінету Міністрів України (2004)
- Відзнака «Відмінник освіти України» (2007)

## Сімейний стан
Одружений, має сина, двох доньок.